# دفنية إكمانية
دفنية إكمانية (الاسم العلمي:Daphnopsis ekmanii) هي نوع من النباتات تتبع جنس الدفنية من الفصيلة المثنانية.